# Caipiroska de fresa
La Caipiroska de Fresa es una variedad de Caipiroska, a la que se le añaden fresas trituradas.

## Características
Básicamente, para preparar un vaso de Caipiroska de Fresa necesitamos 0,5 kg de fresas trituradas, 1/2 limón en rodajas, Vodka a gusto (un 25% a modo de sugerencia), soda, 3 cucharadas soperas de azúcar (a gusto) y hielo triturado.

## Preparación
Colocar las rodajas de limón y las fresas trituradas en un vaso. Triturar. Añadir azúcar. Triturar y mezclar con un mortero de madera. Añadir el vodka, la soda y remover.
Luego se llena el vaso con hielo hasta el borde. Añadir más vodka hasta llenar el vaso y volver a agitar. Servir con un palillo para remover y una pajilla (sorbito).